# Réserve ornithologique de Blomstrandhamna
79°00′00″N 12°04′48″E / 79.000°N 12.0800°E
La réserve ornithologique de Blomstrandhamna  est une réserve naturelle qui englobe l'ouest de l'écueil des Breøyane appelé «Blomstrandhamna» qui fait partie de la Terre de Haakon VII sur l'île du Spitzberg, au Svalbard. 
Blomstrandhamna était à la base une presqu'île mais le glacier de Blomstrandbreen a reculé et a fait de la une île. La réserve a été créée par décret royal 1. Juin 1973 et a une superficie de 580 dekar soit 0,58 km2
Il est interdit de s'approcher de la réserve, plus particulièrement à l'époque où les oiseaux sont en train de couver afin d'éviter que les parents ne soient effrayés et que des oiseaux de proie ou des renards ne prennent les œufs. Les oiseaux peuvent être perturbés, même à plusieurs centaines de mètres de la plage.